# Doppino ritorto

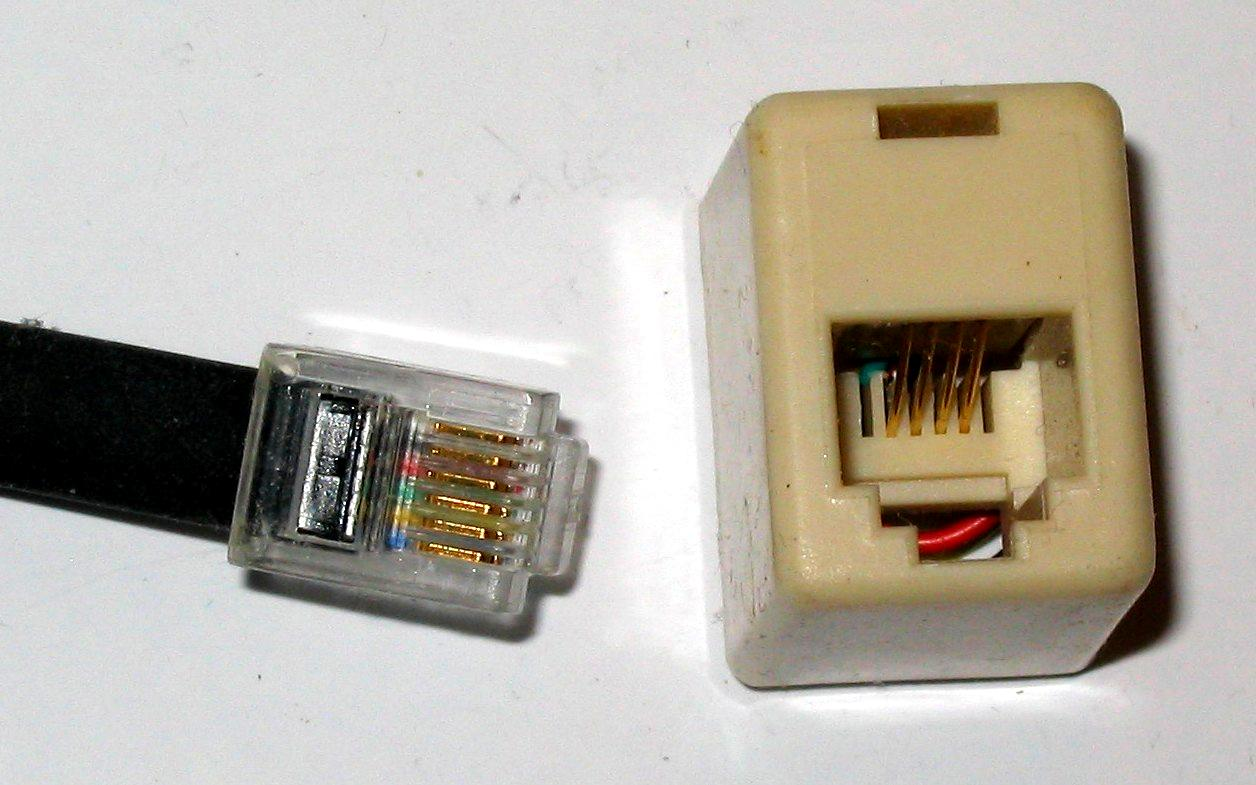
Connettore e presa RJ-11 per doppino telefonico

Un doppino ritorto (detto anche doppino telefonico) è un tipo di linea di trasmissione composta da una coppia di conduttori di rame isolati e attorcigliati uno sull'altro, allo scopo di ottimizzare alcune caratteristiche della compatibilità elettromagnetica, come ridurre la diafonia con le coppie adiacenti e in parte le interferenze esterne. È un elemento essenziale nel cablaggio della rete di accesso telefonica ed Ethernet. È stato inventato da Alexander Graham Bell.

## Descrizione

Quattro doppini, tipici nei cavi di rete Ethernet

Il doppino ritorto è costituito da una coppia di conduttori avvolti tra loro (twisted pair) mediante un processo di binatura. La binatura del doppino ha lo scopo di equalizzare mediamente i campi elettromagnetici esterni dei due conduttori. Impiegando poi una tecnica di trasmissione differenziale, sarà possibile eliminare ulteriori disturbi. Il doppino può essere singolo (una sola coppia, ad esempio all'ingresso della singola utenza) oppure in treccia di una moltitudine di coppie (ad esempio nei cavi del cosiddetto "ultimo miglio"). In questo caso ogni coppia presenta un passo di binatura diverso, per ridurre il più possibile il fenomeno di diafonia tra le varie coppie contigue e, per consentirne l'individuazione, un conduttore per coppia è distinto da una codifica stampata sull'isolamento, diversa per colore e lunghezza della banda colorata. Un problema tipico dei doppini ritorti è il delay skew (o distorsione di propagazione), ovvero una variazione nel ritardo di propagazione del segnale sulle singole coppie, dovuta al diverso passo di binatura delle coppie in un cavo multicoppia.

### Cavi multicoppia nelle LAN
I doppini sono utilizzati anche, in un intreccio di quattro coppie, per trasmettere dati in una rete locale, attraverso il protocollo Ethernet e plug RJ-45.

## Schermatura
Questi doppini possono essere schermati per ridurre l'interferenza elettromagnetica. Poiché la schermatura è costituita da un nastro metallico avvolto a spirale intorno al doppino, esso dovrebbe essere messo a massa.

### Unshielded Twisted Pair (UTP)
| I cavi UTP non sono schermati. Ciò comporta un elevato grado di flessibilità e resistenza agli sforzi. Si usano ampiamente nelle reti Ethernet. |

### Shielded Twisted Pair (STP)
| I cavi STP includono una schermatura metallica per ogni coppia di cavi. Un esempio è quello definito da IBM per la sua rete token ring, ma anche quello dell'ANSI/TIA/EIA-568-A del cavo CAT5 shielded e successivi. |

### Screened Shielded Twisted Pair (S/STP)
| I cavi S/STP sono cavi STP ulteriormente protetti da una schermatura metallica che racchiude l'intero cavo; ciò migliora ulteriormente la resistenza alle interferenze. Quest'ultima deve anche essere collegata da entrambi i lati alla massa, per garantire una maggior protezione da onde esterne. |

### Screened Unshielded Twisted Pair (S/UTP o FTP)
| S/UTP, noto anche come Foiled Twisted Pair (FTP) o Screened Foiled Twisted Pair (S/FTP), è un cavo UTP schermato solo esternamente. |

### Schema
|            | Unshielded | Shielded |
| Unscreened |            |          |
| Screened   |            |          |

## Categorie
Questi doppini sono raggruppati in diverse categorie di cui alcune, ma non tutte, hanno uno status ufficiale presso l'EIA, l'ISO e/o l'ANSI.
- Categoria 1: (TIA/EIA-568-B). Usato per la rete telefonica generale, ISDN e per i citofoni.
- Categoria 2  (non riconosciuta). Usata per le reti token ring a 4 Mbit/s. Poco usata al giorno d'oggi.
- Categoria 3: (TIA/EIA-568-B). Usata per reti con frequenze fino a 16 MHz, molto diffusa per le reti Ethernet a 10 Mbit/s.
- Categoria 4  (non riconosciuta). Usata per reti con frequenze fino a 20 MHz, come ad esempio token ring a 16 MHz.
- Categoria 5  (non riconosciuta).  Usata per reti con frequenze fino a 100 MHz; come ad esempio Ethernet a 100 Mbit/s.
- Categoria 5e (TIA/EIA-568-B).  Usata per reti con frequenze fino a 200 MHz, come ad esempio fast Ethernet e gigabit Ethernet.
- Categoria 6 (TIA/EIA-568-B).  Usata per reti con frequenze minima per certificazione 250 MHz.
- Categoria 6a (TIA/EIA-568-B).  Usata per reti con frequenze fino a 500 MHz.
- Categoria 7 (ISO/IEC 11801 Class F), nome informale. Lo standard specifica 4 STP all'interno di un unico cavo. Concepito per trasmissioni sino a 600 MHz.
- Categoria 7a (ISO/IEC 11801).  Usata per reti con frequenze fino a 1 GHz.

## Il confronto con le linee in rame e fibra ottica
Diversamente da quanto si possa credere, il rame è un mezzo trasmissivo attraverso il quale può tranquillamente passare un segnale a banda larga (voce e dati, fino a poco più di un centinaio di Mbit/s), come succede già – almeno in parte – nei collegamenti ADSL da casa verso la più vicina centrale telefonica (ultimo miglio o rete di accesso), grazie al modem ADSL e al relativo protocollo DSL. La cosa da sola, ovviamente, non basta per avere copertura ADSL su un dato territorio e si ha proprio la necessità della fibra ottica e ulteriori opportuni dispositivi (DSLAM) nella rete di trasporto, cioè a partire dalla più vicina centrale telefonica, per raccogliere tutte le bande larghe dei vari doppini entranti multiplate su un unico portante fisico in uscita. Un fattore peggiorativo delle prestazioni in termini di banda larga del doppino nella rete di accesso è la presenza di diafonia per via di altri doppini affasciati tra loro che producono interferenza reciproca, noto anche come problema dell'ultimo miglio.
La fibra ottica, invece, ha un costo maggiore per la posa soprattutto per gli apparati attivi, ma in generale offre prestazioni migliori in termini di banda e quindi velocità di trasmissione rispetto a quelle del doppino in rame, vuoi anche per la bassa attenuazione e l'assenza di diafonia nell'ultimo miglio di collegamento. L'uso della fibra ottica è comunque richiesto, ad esempio, nei collegamenti ADSL a partire dalla più vicina centrale telefonica, se a questa giungono svariati doppini in banda larga la cui multiplazione su un unico canale fisico verso lo stadio di gruppo richiede una capacità di banda complessiva superiore a quella di un normale cavo in rame. La fibra ottica richiede, inoltre, una certa manutenzione della rete, in particolare per quanto riguarda la pulizia periodica dei terminali di connessione.